# Петроний (Флоря)
Епи́скоп Петро́ний (рум. Episcop Petroniu, в миру Петру Флоря, рум. Petru Florea; 30 ноября 1965, Тыргу-Муреш) — епископ Румынской православной церкви, епископ Сэлажский (Митрополия Клужа, Марамуреша и Сэлажа).

## Биография
родился 30 ноября 1965 в городе Тыргу-Муреш Мурешского жудеца Румынии, восьмым из девяти детей в семье Траяна и Фиары Флоря. Окончил начальную школу, гимназию и первую ступень лицея в родном городе.
В 1983—1988 годах обучался в духовной семинарии в Клуж-Напоке. В июле 1988 года сдал вступительный экзамен и был принят в богословский институт в Сибиу.
С сентября 1988 по июнь 1989 года проходил укороченный срок военной службы в части, расквартированной в Лугоже жудеца Тимиш.
В октябре 1990 года перевёлся на вновь образованный богословский факультет в Клуж-Напоке, который окончил в июне 1993 года, защитив диссертацию «Моисей на стыке исторических реалий и отеческих рассуждений». В том же году поступил в Университет Аристотеля в Салониках, где в 1993—1994 учебном году проходил курс новогреческого языка на философском факультете, а с июня 1994 по декабрь 1998 года обучался в докторантуре, защитив 15 декабря 1998 года диссертацию: «Румынская патрологическая литература в XX веке» и получив 15 января 1999 года степень доктора богословия.
4 февраля 1999 года, по сдаче экзамена, принят инструктором по катехетике, гомилетике и практической педагогике на богословский факультет Университета Алба-Юлии.
10 апреля того же года архиепископском соборе в Алба-Юлии был рукоположен в сан диакона целибатом, а в наступившую затем пасхальную ночь там же — в сан священника. 4 июня 2000 года возведен в сан эконома-ставрофора.
27 июня 2000 года архиепископом Алба-Юльским Андреем (Андрейкуцем) принял монашеский постриг с именем Петроний с возведением в сан протосинкелла и определён клириком архиепископского собора в Алба-Юлии.
12 сентября того же года решением Священного Синода Румынской православной церкви избран викарным епископом Орадийской епархии с титулом «Сэлажский». 14 сентября того же года архиепископом Алба-Юльским Андреем (Андрейкуцем) был возведён в сан архимандрита. 1 октября того же года в «Лунной церкви» города Орадя состоялась его хиротония во епископа Сэлажского, викария Орадийской епископии.
В 2001—2007 годах занимался возведением кафедрального собора в Оради и обновлением здания Епархиального центра. В 2002—2005 годах также вёл курс по духовному становлению на Богословском факультете Орадийского университета.
В октябре 2007 года принято решение об учреждении самостоятельной Сэлажской епархии путём выделения из Орадской епархии жудеца Сэлаж.
5 марта 2008 года был избран на самостоятельную Сэлажскую епископию с кафедрой в Залэу. 13 апреля того года Вознесенском соборе в Залэу состоялась его интронизация.